# Olivier Magnenat
Olivier Magnenat (* 22. Mai 1950; † 27. Februar 2011) war ein Schweizer Kontrabassist des Jazz und der Neuen Improvisationsmusik.

## Leben und Wirken
Magnenat studierte Kontrabass an den Konservatorien von Genf und Lausanne und spielte in verschiedenen Ensembles der klassischen Musik, wie bei Michel Corboz. In den 1970er Jahren begann er sich autodidaktisch mit Jazz und improvisierter Musik zu beschäftigen. 1973 gehörte er zu den Gründern des AMR (association pour la musique improvisée) und organisierte die ersten Probenräume der Vereinigung, aus der zahlreiche Improvisationsmusiker hervorgingen. In den 1970er Jahren arbeitete er mit Musikern  des AMR wie Maurice Magnoni (mit dem er mehrere Alben einspielte), Claude Tabarini, Philippe Nicolet und Alain Monnier; ausserdem unterrichtete er am Musikkonservatorium von Genf. In den 1980er Jahren spielte er mit Christy Doran in der Formation Under Control und tourte im Christy Doran Quartet durch Europa und Nordamerika. 
Daneben spielte er im experimentellen Trio Kutteldaddeldu mit dem Pianisten Jacques Demierre und dem Saxophonisten Urs Blöchlinger, mit dem es auch zu Plattenaufnahmen kam. In dieser Zeit spielte er auch mit François Lindemann und mit Christy Doran, Bobby Burri und Fredy Studer (Musik für zwei Kontrabässe, elektrische Gitarre & Schlagzeug, ECM 1990) 1999 gründete er mit dem Posaunisten Yves Massy und dem Pianisten Christophe Tiberghien die Formation YOC. Als mehrmaliger Vorsitzender des AMR organisierte Magnenat zahlreiche Festivals, wie das Festival de la Bâtie. Magnenat arbeitete ansonsten auch ausserhalb der Jazz- und Improvisationsszene, u. a. mit dem Theatermacher Jacques Probst.